# Кац, Мане
Мане Кац (Ма́не Ле́йзерович (Иммануэль Лазаревич) Кац; 5 (17) июня 1894, Кременчуг — 8 сентября 1962, Тель-Авив) — русский, французский и израильский художник.

## Биография
Родился в семье шамеса одной из синагог Кременчуга Лейзера Каца и его жены Малки Рабинович, был седьмым ребёнком в семье. Учился в хедере и в художественной школе Вильно, затем в Киевском художественном училище (1910—1913).
С 1913 года жил в Париже, учился у Фернана Кормона в Школе изящных искусств. В 1914—1917 годах жил в Петрограде, был учеником М. В. Добужинского и участником выставки «Мир искусства» (1916).
С 1917 года в Кременчуге, учил рисованию детей, затем преподавал в Академии изящных искусств в Харькове (1918—1919). Выставлялся также в Ростове-на-Дону и Тифлисе.
Входил в состав харьковской авангардистской «Группы трёх» (совместно с Александром Гладковым и Василием Ермиловым). В 1918 году «Тройка» приняла участие в издании альбома «Семь плюс Три» — совместно с кубофутуристической группой «Союз Семи» (Косарев, Бобрицкий, Цапок, Цибис и др.).
В 1920 году портретом Велемира Хлебникова работы Каца был украшен ростовский «Подвал поэтов», в котором «Театральная мастерская» давала премьеру хлебниковской пьесы «Ошибка смерти».
В 1921 году выехал в Берлин, а с 1922 года — в Париже. В 1923 году организована первая выставка в Париже (галерея Персье).
В 1927 году получил французское гражданство. Участник выставок в парижских салонах.
В начале Второй мировой войны попал в плен в Руане, бежал. С 1940 по 1945 год жил в Нью-Йорке (США). После 1945 года снова жил в Париже, выставлялся, в том числе за границей, ежегодно в Америке (1938—1954). Приезжал в Израиль.
Последние годы Мане Кац делил между Парижем и Хайфой. В Хайфе у него была мастерская, а затем был создан ставший позднее всемирно известным музей, куда были переданы картины самого мастера и полотна других мастеров из его коллекции.
Член Еврейского союза художников Кракова.

## Семья
Первая жена — художница Эстер Пикельная (во втором браке известна как Стера Бархан, ?—1990), двоюродная сестра математика Л. А. Люстерника.

## Творчество
- Мечтатель (1923)
- Урок Талмуда (1925)
- Бадхан (1932)
- У чудотворца-раввина (1934)
- Старый еврей (1934)
- Скрипач (1945)
- Сопротивление. Восстание в Варшавском гетто (1946)
- Молящийся еврей (1947)

## Награды
- Золотая медаль на Всемирной выставке в Париже (1937) за картину «У Стены Плача».